# 邻苯二甲酸二戊酯
邻苯二甲酸二正戊酯（英語：Di-n-pentyl Phthalate，缩写DNPP）是一种邻苯二甲酸酯，由一个邻苯二甲酸和两个正戊醇酯化形成，化学式为 C18H26O4，标准状况下为无色液体，常作为塑化劑使用。